# Two Words in Japanese
Two Words in Japanese ist ein Electronica-Musikprojekt von Nico Steckelberg, dem Keyboarder und Produzenten der Fantasy-Folk-Band Elane. Das Projekt kombiniert verschiedene elektronische Musikstile mit Dark-Electro-, Dark-Wave-, LoFi- und Post-Rock-Elementen und teilweise organischen Instrumenten und Samples. Analoge und digitale Synthesizer werden dabei mit E-Gitarren und orchestralen Streicherinstrumenten vermischt.

## Geschichte
Two Words in Japanese wurde als Solo-Projekt gegründet, um elektronische Musikkompositionen weiterzuentwickeln, die für Steckelbergs Band Elane nicht in Frage kamen. Ursprünglich als rein instrumentales Projekt angelegt, wurden zunächst mehrere Singles veröffentlicht. Mit der Single Save the Light (2020), bei der Joran Elane, die Sängerin von Elane, als Gastsängerin mitwirkte, öffnete sich das Projekt für Vokalbeiträge.
Zwei Jahre später begann eine Zusammenarbeit mit der Musikerin und Autorin Bianca Stücker. Die gemeinsame Single Mindset Gap (2022) führte zur Idee eines vollständigen Albums, das unter dem Namen Ghost Kitchen entstand und 2023 beim Label caramel klang und im Vertrieb von Alive (Vertrieb) auf CD veröffentlicht wurde.
Als Gastmusiker für das Album wurden der deutsche Violinist Simon Spillner (Elane), die britische Cellistin Anna Stuart (Royal Liverpool Philharmonic Orchestra, Royal Philharmonic Orchestra) und der norwegische Musiker Dreaming Cloud (Oberon (Band)) engagiert. In einem Podcast-Interview mit Gerd Böttcher vom Musikmagazin BANDS.koeln erläuterte Steckelberg erstmals das Konzept des Albums. Ghost Kitchen erfuhr bei seiner Veröffentlichung eine breite Presseresonanz. Es erschienen Interviews in den führenden Printmedien der Schwarzen Szene, Sonic Seducer und Orkus (Musikmagazin). Das Musikmagazin Musikreviews.de bewertete das Album mit 12 von 15 Punkten und bezeichnet es als „ein kompositorisch formvollendetes Potpourri eingängiger Songs, von denen einige zweifelsohne Hit-Qualitäten haben“. Der italienische Musikkritiker Roberto Alessandro Filippozzi vergibt 8,5 von 10 Punkten und bezeichnet das Album als "ein Werk voller großartiger Überraschungen, von fähigen und weitsichtigen Künstlern". Redakteur Andreas vom Musikmagazin Amboss Mag wählte Ghost Kitchen in seine Top 10 der Alben des Jahres 2023.
Im Januar 2024 veröffentlichte das Projekt ein Album mit Original-Demoaufnahmen aus dem Jahr 1996 unter dem Titel The Wasteland Years (Demos 1996) und stellte es zum kostenfreien Download zur Verfügung.
Weiterhin wurde 2024 auf dem Label 7hard (7us Media Group) ein Remix als Auftragsarbeit für die Band Stimmgewalt veröffentlicht: This Time it's Personal (Two Words in Japanese Club Mix). Das A-cappella-Stück des Chors wurde in einen Elektro-Song umgewandelt und mit ergänzenden Melodien und Harmonien versehen.
Mit der Single Snow erschien 2024 ein Track mit feature der fiktiven Sängerin Kiteee, deren Gesangspart ursprünglich von Nico Steckelberg stammt und der mittels künstlicher Intelligenz in weiblichen Gesang umgewandelt wurde.
Verschiedene Künstler haben bereits Remixe von Two Words in Japanese erstellt: Form Follows Function, Bishop und Ježibaba.

## Veröffentlichungen
Alben und EPs
- 2021: A Simple Thief: Los Angeles EP
- 2023: Ghost Kitchen (mit Bianca Stücker)
- 2024: The Wasteland Years (1996 Demo Recordings)
- 2024: Ghost Kitchen: The Remixes (mit Bianca Stücker)

Singles
- 2020: Sky Above the Port
- 2020: Neon Pixie Dream Girl
- 2020: Get Some Coffee
- 2020: Save the Light (feat. Joran Elane)
- 2020: Orbital Babylon
- 2020: Level Up!
- 2020: West Cliff Drive
- 2021: A Simple Thief: Los Angeles (Single)
- 2021: Kite’s Theme
- 2021: Downtown Heist
- 2021: L.A. Night Blues
- 2022: Tannhäuser Passage
- 2022: Mindset Gap (feat. Bianca Stücker)
- 2023: Day in, Day Out (feat. Bianca Stücker)
- 2023: This Time It's Personal (Two Words in Japanese Club Mix) (Remix)
- 2024: Ghost Kitchen (Goth Kitchen Remix) (feat. Bianca Stücker)
- 2024: Mindset Gap (Toxic Remix) (feat. Bianca Stücker) (Remix von Form Follows Function)
- 2024: Snow (feat. Kiteee)
- 2025: What I Need
- 2025: Afterglow
- 2025: Pattern's End (Winter Folk Redux) (feat. Bianca Stücker) (Redux von Ježibaba)